# Ari Behn

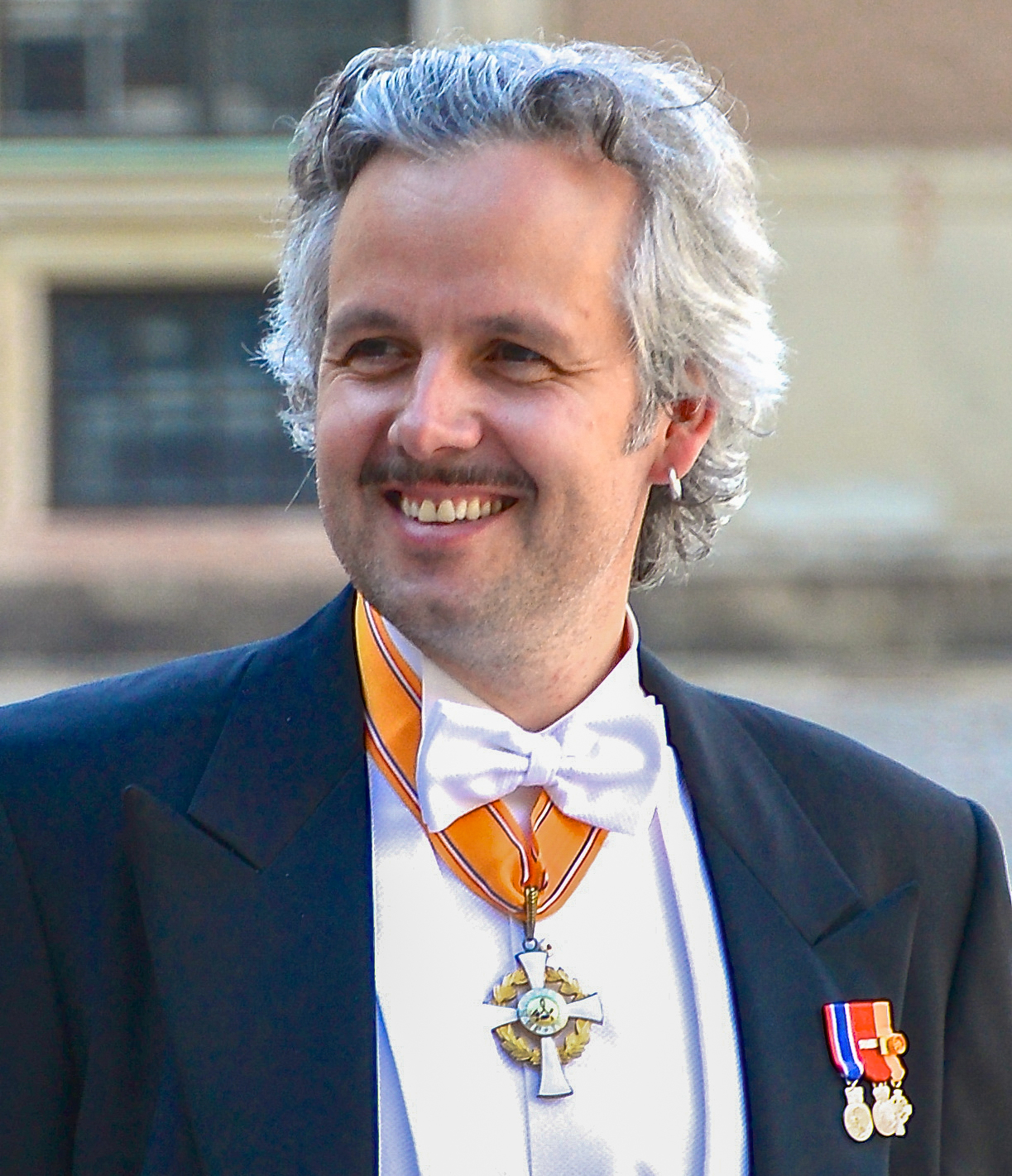
Ari Behn

Ari Mikael Behn (Aarhus, 30 september 1972 – Lommedalen, 25 december 2019), geboren als Ari Mikael Bjørshol, was een Noors schrijver en documentairemaker.

## Biografie
Zijn vader was docent op een rockschool. Toen hij volwassen was, nam hij de familienaam aan van een van zijn grootmoeders.
Op 24 mei 2002 trouwde hij met de dochter van koning Harald V en koningin Sonja van Noorwegen, de oudere zuster van kroonprins Haakon, Märtha Louise van Noorwegen. Het huwelijk was omstreden. Behn was namelijk enkele jaren voor het huwelijk in opspraak gekomen nadat hij een documentaire had gemaakt over prostituees in Las Vegas die cocaïne gebruikten. Behn verklaarde alleen maar verslag te doen van hun leven, maar de Noren vertrouwden het niet. Hij heeft steeds geweigerd duidelijkheid te geven of hij toen ook zelf drugs heeft gebruikt. 
Behn was schrijver van drie novelles en evenveel romans. 
Het paar kreeg drie dochters: Maud Angelica Behn (29 april 2003), Leah Isadora Behn (8 april 2005) en Emma Tallulah Behn (29 september 2008). Sinds het najaar van 2004 woonde hij met zijn gezin in New York. In 2012 verhuisden ze naar Londen, in 2014 keerden ze terug naar Noorwegen.
Op 5 augustus 2016 kondigde het Noorse hof de voorgenomen echtscheiding aan van prinses Märtha Louise en Behn. In 2017 werd de echtscheiding afgerond. Ze bleven samen het hoederecht over hun kinderen voeren. 
Op 25 december 2019 pleegde Behn zelfmoord.
- Bibsys: 99035729
- Bibliothèque nationale de France: cb13607529d (data)
- Gemeinsame Normdatei: 128456779
- International Standard Name Identifier: 0000 0000 7838 0833
- Library of Congress Control Number: n00021125
- Nationale Bibliotheek van Letland: 000026412
- Nederlandse Thesaurus van Auteursnamen: 22693733X
- LIBRIS: 232722
- Système universitaire de documentation: 095086838
- Virtual International Authority File: 12479757
- WorldCat: E39PBJt8gCD9BhBTbQPvFQWxDq